# 프란시스코 데 수르바란
프란시스코 데 수르바란(Francisco de Zurbarán, 1598년 11월 7일 ~ 1664년 8월 27일)은 스페인의 화가이다.

## 생애
수르바란은 1598년 에스트레마두라의 푸엔테 데 칸토스에서 태어나 그 해 11월 7일 세례를 받았다. 그의 부모는 방물 장수인 루이스 데 수르바란(Luis de Zurbarán)과 그의 아내 이사벨 마르케스(Isabel Márquez)이다. 1617년 9살 연상인 마리아 파엣(Maria Paet)과 혼인했다.
1629년 세비야에 정주(定住)하기까지 카라바지슴을 습득했으나, 이 고장에서 주도적 역할을 한 조각가 몬타네스의 영향을 받아 그의 활동은 필치를 살린 유동적(流動的)인 것이 아닌 조각과 같이 명확한 형체를 가진 것이었다. 1650년 전후로부터 젊은 무리요의 예술에 인기를 빼앗김으로써 동요를 일으켜 마드리드로 이사하여 그곳에서 절명하였다. 따라서 걸작은 전반(前半)에 이루어진 것이다.
<성(聖) 베드로 노라스코의 환상>과 <성(聖) 토마스 아퀴나스의 영광> <성녀(聖女) 카시르타> 등 세비야 주변의 수도원을 위해 그린 작품이 많다.

## 참조
1. ↑  http://books.google.com/books?id=Xd0CuzsPYJcC&pg=PA208
2. 1 2  http://books.google.com/books?id=j6ILAQAAMAAJ, page 135
3. ↑  《글로벌 세계대백과사전》,  〈수르바란과 세비야파〉

- 이 문서에는 다음커뮤니케이션(현 카카오)에서 GFDL 또는 CC-SA 라이선스로 배포한 글로벌 세계대백과사전의 내용을 기초로 작성된 글이 포함되어 있습니다.